# Ingeniero Juárez
Ingeniero Juárez es una ciudad argentina, ubicada al oeste de la provincia de Formosa, a 460 km de su capital homónima. La ciudad es cabecera del Departamento Matacos.

## Población
Cuenta con 12 798 habitantes (Indec, 2010). En el anterior censo, contaba con 10,357 habitantes (Indec, 2001), cifra que representa un incremento del 58,2 % frente a los 6,547 habitantes (Indec, 1991) del censo del año 1991. Esta cifra la convierte en la 5° ciudad más poblada de la provincia. Cuenta con una alta proporción de habitantes originarios, tobas y wichis.

## Tiponomia
El Subjefe de la obra del Ferrocarril Formosa - Embarcación fue el Ingeniero Guillermo Nicasio  Juárez.

## Economía
Su economía se basa fundamentalmente en la explotación forestal y petrolífera. Tiene aproximadamente cinco mil habitantes permanentes. Posee una reserva natural.
En 2024 se anunció la instalación del Parque Solar Fotovoltaico de Ingeniero Juárez, que tendrá una capacidad instalada de 15 MW.El gobernador de la provincia anunció la firma de convenio entre la empresa provincial REFSA y MSU Argentina que posibilitará la conexión del parque al Sistema Argentino de Interconexión (SADI).

## La ciudad
Es una ciudad situada en el oeste de la provincia de Formosa distante a unos 460 km de la capital formoseña, tiene una población de 16.000 habitantes aproximadamente, de los cuales 5.000 pertenecen a las etnias toba y wichi.
La ciudad se emplaza entre la ruta N.º 81 y el cuadro del ferrocarril. Los accesos a la ciudad se ubican en la ruta N.º 81, uno sentido norte proveniente de la provincia de Salta, y otro con acceso este, proveniente de la ciudad de Formosa.
La ciudad se divide en 30 barrios aproximadamente, distribuidos de norte a sur, circundando las vías del ferrocarril.
Su clima llega a altas temperaturas. El ambiente es seco, con vientos nortes en los meses de agosto a noviembre. El caudal de lluvias suele ser importante entre los meses de diciembre y marzo. La temperatura máxima histórica registrada en Ingeniero Juárez fue de 45,9 °C, ocurrida el 8 de noviembre de 2023. La temperatura mínima de 33,2 °C registrada el 12 de noviembre de 2023 en Ingeniero Juárez, es considerado la temperatura mínima más alta registrada en Argentina.
Su vegetación se compone de árboles como el algarrobo, palo santo, mistol, palos borrachos, tunas, etc.
La fauna se encuentra provista de especies en extinción como vizcachas, tatús, quirquinchos, pumas, corzuelas. Es común la cría de cabritos, ovejas, cerdos, etc.

## Historia
El pueblo de ingeniero Juárez nace a la vera del ferrocarril. Se estima como momento de fundación el 21 de julio de 1930, fecha en la que el ingeniero Degen enclava una estaca de quebracho en el lugar donde debía levantarse la estación del ferrocarril, alrededor de la cual se expande y vive el pueblo.
El 2 de noviembre de 1932 nace legalmente como Comisión de Fomento, siendo su primer presidente don Aniceto Trigo. Dicha Comisión de Fomento adquirirá el carácter de municipio recién en el año 1969, tras un proyecto presentado por el interventor Alfredo Insaurralde (Ley provincial n.° 389).
En el año 1973 se conforma el primer Concejo Deliberante, compuesto por cuatro concejales. Diez años más tarde, con la recuperación del sistema democrático, se sucederán administraciones con diversos intendentes y concejales que reorganizarán administrativamente el municipio, creando departamentos y municipios, según las necesidades que plantea el crecimiento de la población.

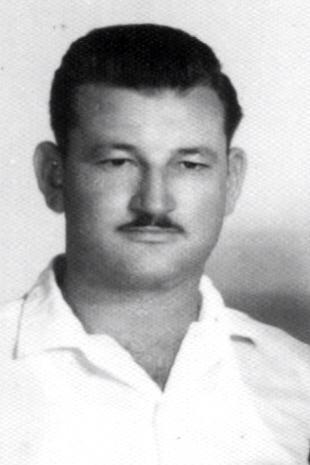
Don Alfredo Insaurralde (1932-1974) Intendente Municipalidad Ingeniero Juárez

## Parroquias de la Iglesia católica en Ingeniero Juárez
| Diócesis  | Formosa                     |
| --------- | --------------------------- |
| Parroquia | Nuestra Señora de la Merced |